# 이주현 (1992년)
이주현(李周賢, 1992년 4월 25일 ~ )은 대한민국의 전 축구선수이자 지도자 및 스포츠 에이전트이다. 또한 대한민국 스포츠 채널 SBS 스포츠에서 축구 해설위원을 맡고있다.
선수시절 포지션은 수비수이다. 태국 프로축구 2부리그 KBU FC에서 활약했으며, 25살의 나이로 태국 프로축구 2부리그 IPE Samutsakhon FC에서 플레잉 코치 생활을 하였다.
현재에는 하위나이트 스포츠라는 이름으로 프로 선수 매니지먼트 및 FC하위나이트라는 축구선수 재기 구단을 운영하고 있다.
FC하위나이트는 아마추어 선수 및 엘리트 축구선수가 섞여서 훈련하고 있으며 6개월 트레이닝만으로 아마추어 선수가 프로 축구에 진출하는 기적 같은 일을 만들어 내었다.